# Ió d'hidrur d'heli
El catió hidroheli(1+), HeH+, també conegut com a ió d'hidrur d'heli o ió molecular d'hidrur d'heli, és un ió positivament carregat format per la reacció d'un protó amb un àtom d'heli en la fase de gas. Es va produir per primera vegada en laboratori l'any 1925. És isoelectrònic amb l'hidrogen molecular. És l'àcid més fort que es coneix amb una afinitat de protó de 177.8 kJ/mol. És l'ió heteronuclear més simple, i és comparable amb l'ió hidrogen molecular, H+
2. El seu moment dipolar calculat és 2.26 o 2.84.